# Ichthyodes rotundipennis
Ichthyodes rotundipennis là một loài bọ cánh cứng trong họ Cerambycidae.